# Paradrillia felix
Paradrillia felix é uma espécie de gastrópode do gênero Paradrillia, pertencente a família Horaiclavidae.